# 웜뱃
웜뱃(wombat)은 웜뱃과(학명: Vombatidae)에 속하는 유대류의 총칭으로 두 속, 세 종을 포함한다. 모두 오스트레일리아에만 분포한다. 짧고 근육이 발달된 다리와 매우 짧은 꼬리를 가지고 있다. 웜뱃이라는 이름은 시드니 지역에 거주하던 Eora 원주민 부족이 붙인 이름이다. 적응력이 매우 강하며, 보통은 호주와 태즈메이니아 섬의 삼림·고산·평원 지대 곳곳에서 서식한다. 웜뱃의 강한 발톱과 설치류를 닮은 앞니는 긴 굴을 파기에 적합하다. 밤이나 어스름할 때 활동하지만, 시원할 때나 흐린 날에는 낮에 나오기도 한다. 초식동물로 풀이나 뿌리를 먹는다.
코알라와 비슷해보이긴 하지만 코알라보다 몸집이 더 크다. 천적은 딩고, 여우, 태즈메이니아데빌이다.

## 어원
'웜뱃(Wombat)'이라는 이름은 시드니 지역에 원래 거주했던 다루그(Dharug)족 원주민이 사용했던 다루그어에서 유래했다. 이 언어는 현재 거의 소멸된 상태이다. 웜뱃이라는 단어가 처음 기록된 것은 1798년 1월로, 유럽인으로서 원주민 생활 방식을 따르던 존 프라이스(John Price)와 제임스 윌슨(James Wilson)이 현재 뉴사우스웨일스주의 바르고(Bargo) 지역을 방문했을 때였다. 프라이스는 "우리는 다양한 동물의 배설물을 보았으며, 그중 하나를 윌슨이 'Whom-batt'라고 불렀다. 이는 키가 약 20인치(51cm)이며, 다리가 짧고 몸통이 두꺼우며 머리가 크고 둥근 귀와 매우 작은 눈을 가진 동물이다. 매우 뚱뚱하며 오소리와 비슷한 모습을 하고 있다."라고 기록했다.
초기 정착민들은 웜뱃의 크기와 습성 때문에 이를 오소리(badger)라고 불리곤 했으며, 이로 인해 빅토리아주의 배저 크리크(Badger Creek)와 태즈매니아주의 배저 코너(Badger Corner)와 같은 지명이 생겼다. 웜뱃의 철자는 시간이 지나면서 여러 형태로 변화했는데, 'wambat', 'whombat', 'womat', 'wombach', 'womback' 등의 변형이 존재했다. 이러한 차이는 다루그어의 방언적 차이를 반영했을 가능성이 있다.

## 진화와 분류학
웜뱃과에 대한 유전적 연구가 진행되었지만, 이 과의 진화 과정은 아직 완전히 밝혀지지 않았다. 웜뱃은 다른 오스트레일리아 유대류로부터 비교적 이른 시기에 분화된 것으로 추정되며, 그 시기는 약 4천만 년 전까지 거슬러 올라간다. 일각에서는 약 2천5백만 년 전으로 추정하기도 한다.:10–
선사 시대의 웜뱃속 중 일부는 현존하는 웜뱃보다 훨씬 거대한 크기를 자랑했다. 알려진 가장 큰 웜뱃 속인 파스콜로누스(Phascolonus)* 약 4만 년 전에 멸종했으며, 체중이 최대 360kg(790lb)에 달했을 것으로 추정된다.

## 특징

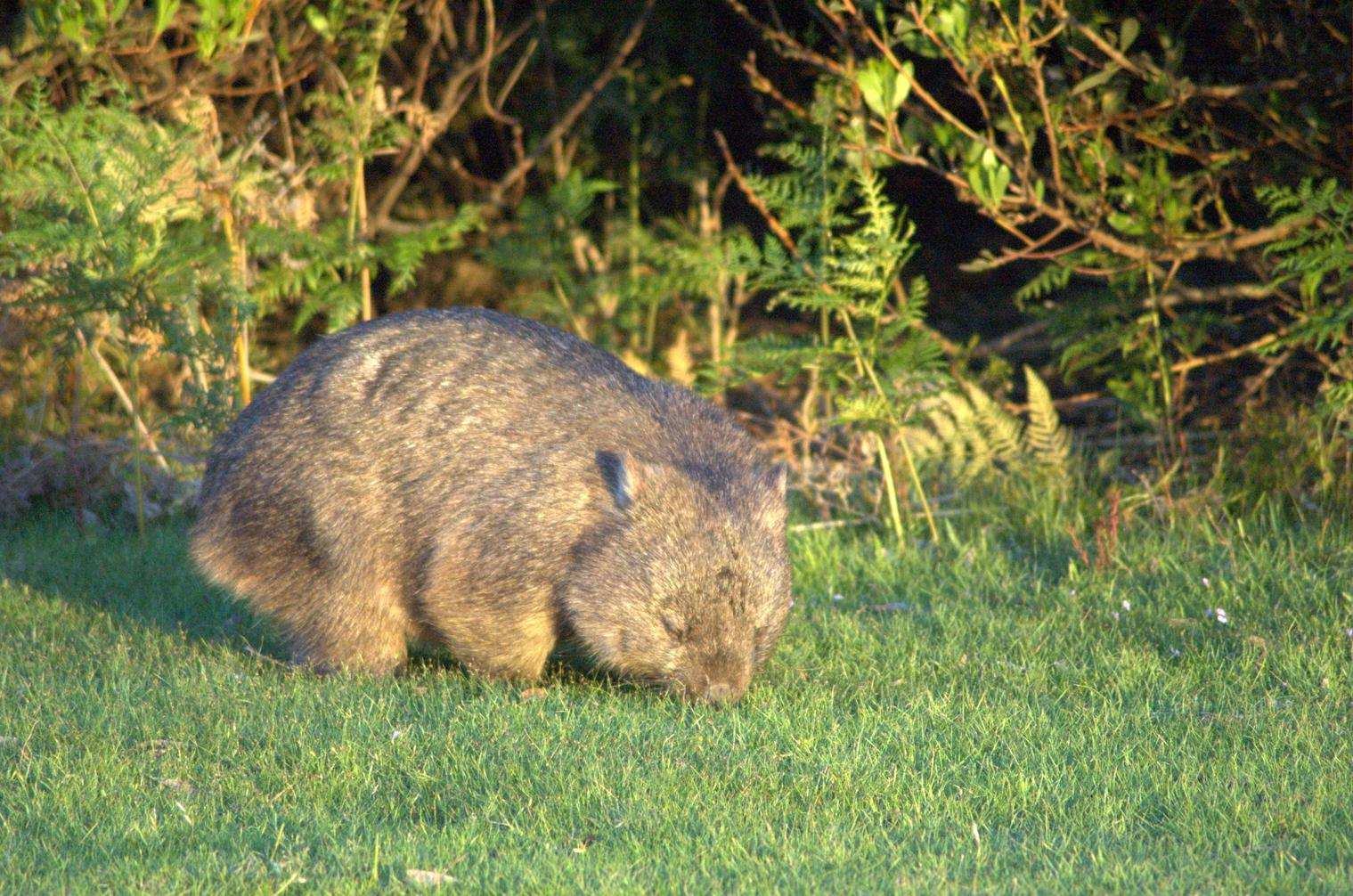
태즈메이니아 나라운타푸 국립공원의 웜뱃

웜뱃은 쥐와 같은 앞니와 강력한 발톱을 이용해 커다란 굴을 판다. 또한 웜뱃의 독특한 적응 특징 중 하나는 뒤쪽으로 열린 육아낭이다. 이 구조 덕분에 웜뱃은 굴을 팔 때 흙이 육아낭 안으로 들어가는 것을 방지할 수 있다. 웜뱃은 주로 여명과 황혼 시간대에 활동하는 박명성 및 야행성 동물이지만, 서늘하거나 흐린 낮에는 먹이를 찾기 위해 활동하기도 한다. 웜뱃은 흔히 관찰되지는 않지만, 지나간 흔적이 뚜렷하게 남아 있으며, 울타리도 큰 장애물로 여기지 않고 쉽게 통과한다.
웜뱃의 배설물은 특이하게도 정육면체 모양이다. 웜뱃은 이 배설물을 쌓아 영토를 표시하고 짝을 유인하는데, 정육면체 형태 덕분에 쉽게 굴러가지 않아 쌓기에 유리한 것으로 추정된다. 이 독특한 모양이 형성되는 과정은 아직 완전히 밝혀지지 않았지만, 웜뱃의 장(腸)이 특정한 부위에서 불균등하게 늘어나면서 정육면체 형태가 만들어진다는 가설이 있다. 성체 웜뱃은 하룻밤 동안 80~100개의 배설물을 배출하며, 한 번의 배변에서 4~8개의 배설물을 생성한다. 2019년, 웜뱃의 정육면체 배설물 형성 원리는 이그노벨 물리학상의 연구 주제가 되었으며, 패트리샤 양(Patricia Yang)과 데이비드 후(David Hu)가 이 연구로 수상했다.
웜뱃의 모든 이빨에는 뿌리가 없으며 지속적으로 자란다. 이는 설치류의 앞니와 유사한 특징으로, 질긴 식물을 갉아먹기에 적합하다. 웜뱃은 초식 동물로, 주로 풀, 사초과, 허브, 나무껍질, 뿌리 등을 먹는다. 다른 초식 포유류와 마찬가지로 앞니와 어금니 사이에 큰 간극(이공, diastema)이 있으며, 어금니 구조는 비교적 단순하다.

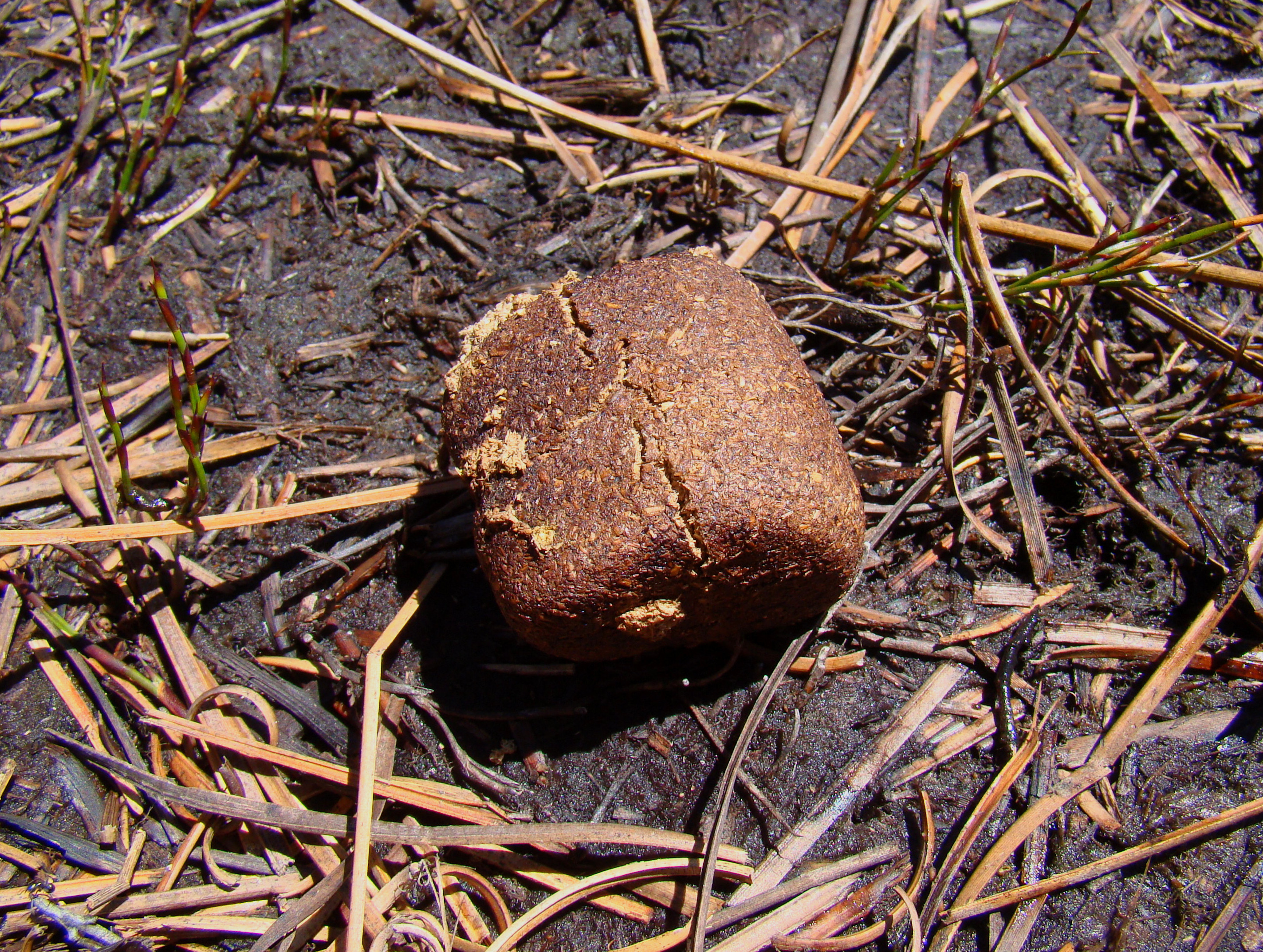
크래들마운틴-레이크세인트클레어 국립공원 근처에서 발견된 웜뱃의 직육면체 대변

웜뱃의 털 색깔은 모래색에서 갈색, 회색에서 검은색까지 다양하다. 세 종의 현존하는 웜뱃 종은 평균적으로 길이 1m, 체중 20~35kg 정도이다.
수컷 웜뱃은 음경에 작은 돌기가 있으며, 음낭이 늘어지지 않는 형태를 가지고 있다. 또한 세 쌍의 망울요도선을 갖추고 있으며, 번식기가 되면 정소, 전립선, 망울요도선이 커진다. 암컷 웜뱃은 임신 기간이 약 20~30일이며(종에 따라 다름), 한 마리의 새끼를 낳는다. 새끼는 태어난 후 약 6~7개월 후 육아낭을 떠나고, 15개월이 되면 젖을 떼며, 18개월이 되면 성적으로 성숙한다.
웜뱃의 집단은 "wisdom", "mob", 또는 "colony"라고 불린다.
야생에서 웜뱃은 일반적으로 최대 15년을 살지만, 포획된 상태에서는 20~30년 이상 살 수 있다.  가장 오래 산 포획 웜뱃은 34세까지 생존했다.

2020년, 생물학자들은 웜뱃이 자외선(UV) 빛 아래에서 형광(bio-fluorescence)을 띤다는 사실을 발견했다. 이는 웜뱃뿐만 아니라 여러 오스트레일리아 유대류에서도 관찰되는 현상이다.

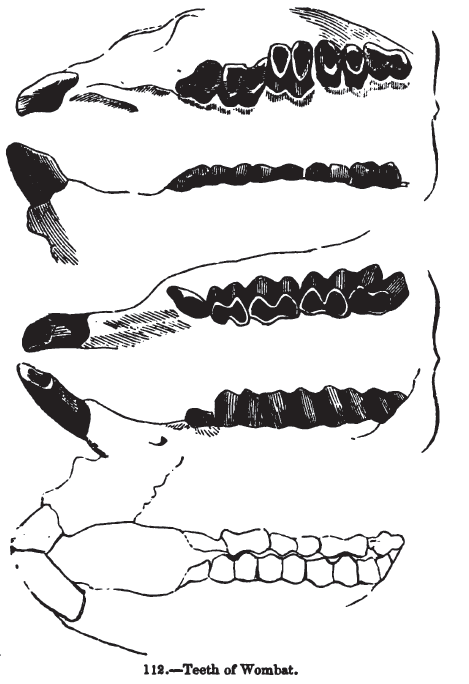
치아구조
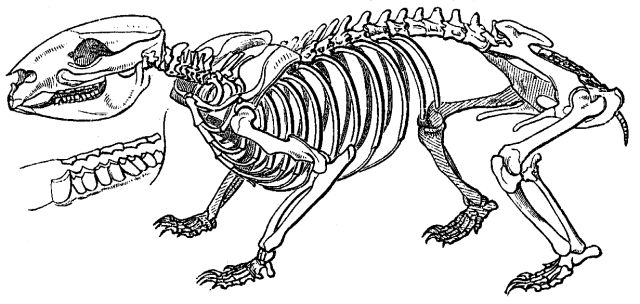
골격
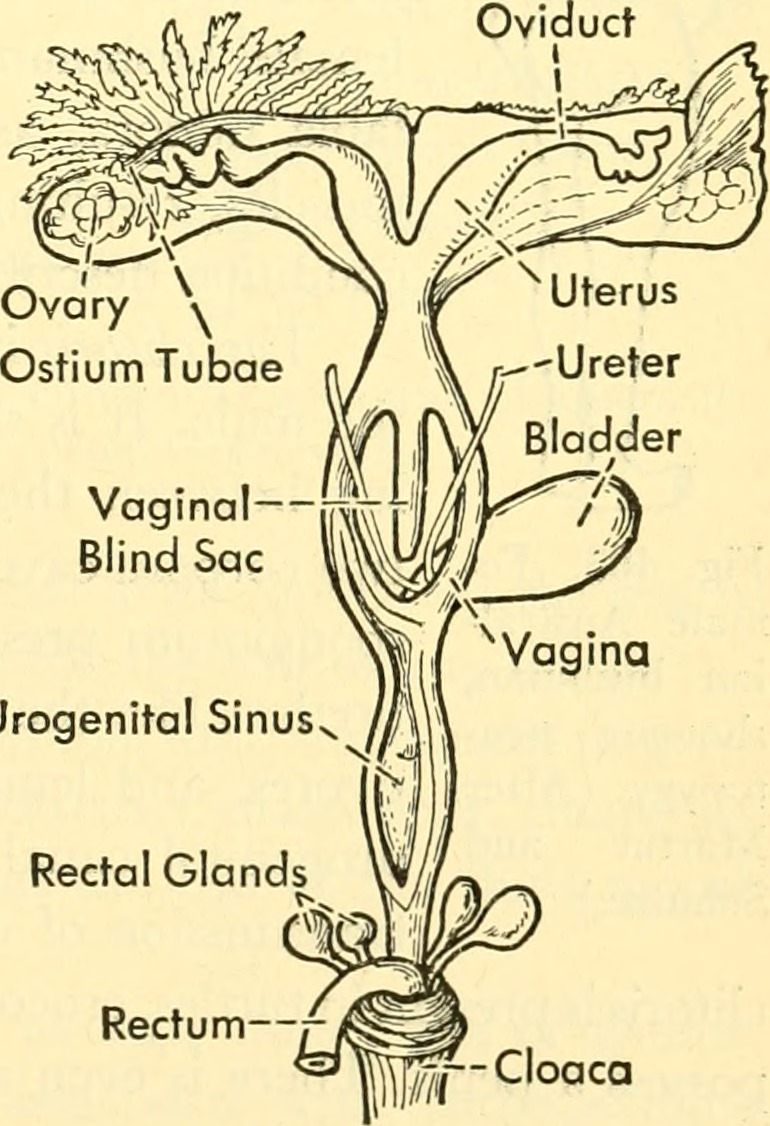
암컷의 생식계통

## 생태

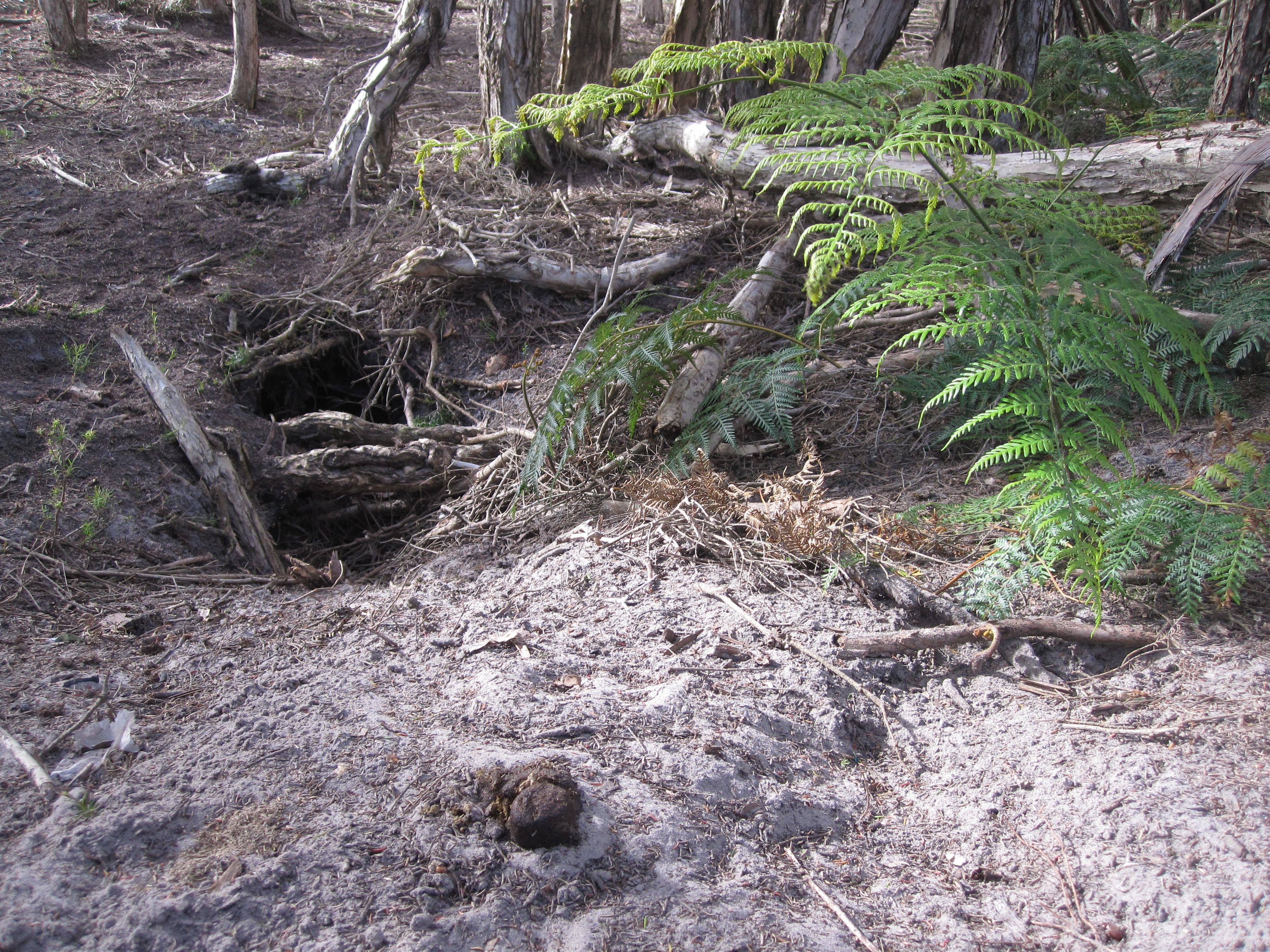
웜뱃의 굴

웜뱃의 신진대사는 매우 느려 소화 과정에 약 8~14일이 걸린다. 이러한 특성은 건조한 환경에서 생존하는 데 도움이 된다. 웜뱃은 일반적으로 느리게 움직이지만, 자신의 굴을 중심으로 한 영역을 방어하며, 침입자에 대해 공격적으로 반응한다. 애기웜뱃(Common wombat)은 최대 23헥타르(57에이커)의 영역을 차지하는 반면, 털코웜뱃(Hairy-nosed wombat) 종은 훨씬 작은 4헥타르(10에이커) 이하의 영역에서 생활한다.
웜뱃의 천적으로는 딩고와 태즈메이니아데빌이 있다. 과거에는 주머니사자와 태즈메이니아주머니늑대도 웜뱃을 사냥했을 가능성이 있다. 웜뱃의 주요 방어 수단은 단단한 궁둥이로, 엉덩이 부분 대부분이 연골(cartilage)로 이루어져 있다. 또한, 웜뱃은 눈에 띄는 꼬리가 없어, 웜뱃을 굴속까지 쫓아온 포식자가 쉽게 물어뜯을 수 없다. 포식자가 공격하면, 웜뱃은 가까운 굴로 재빠르게 뛰어들어 엉덩이로 입구를 막아 침입자를 차단한다. 웜뱃은 침입자가 굴 입구에서 머리를 웜뱃의 등에 걸칠 경우, 강력한 뒷다리로 포식자의 두개골을 굴 천장에 눌러 으스러뜨린다는 소문이 있으나, 이러한 행동이 실제로 관찰된 바는 없다.
웜뱃은 대체로 조용한 동물이지만, 애기웜뱃이 털코웜뱃보다 더 다양한 소리를 낼 수 있다. 웜뱃은 번식기 동안 더 활발하게 소리를 내며, 화가 나면 쉭쉭거리는(hissing) 소리를 낸다. 웜뱃의 울음소리는 돼지의 꿀꿀거리는 소리와 유사하며, 끙끙거리는(grunting) 소리, 낮은 포효(growl), 쉰 기침 같은 소리(hoarse cough), 딸깍거리는 소리(clicking noise)도 낼 수 있다.

## 사진

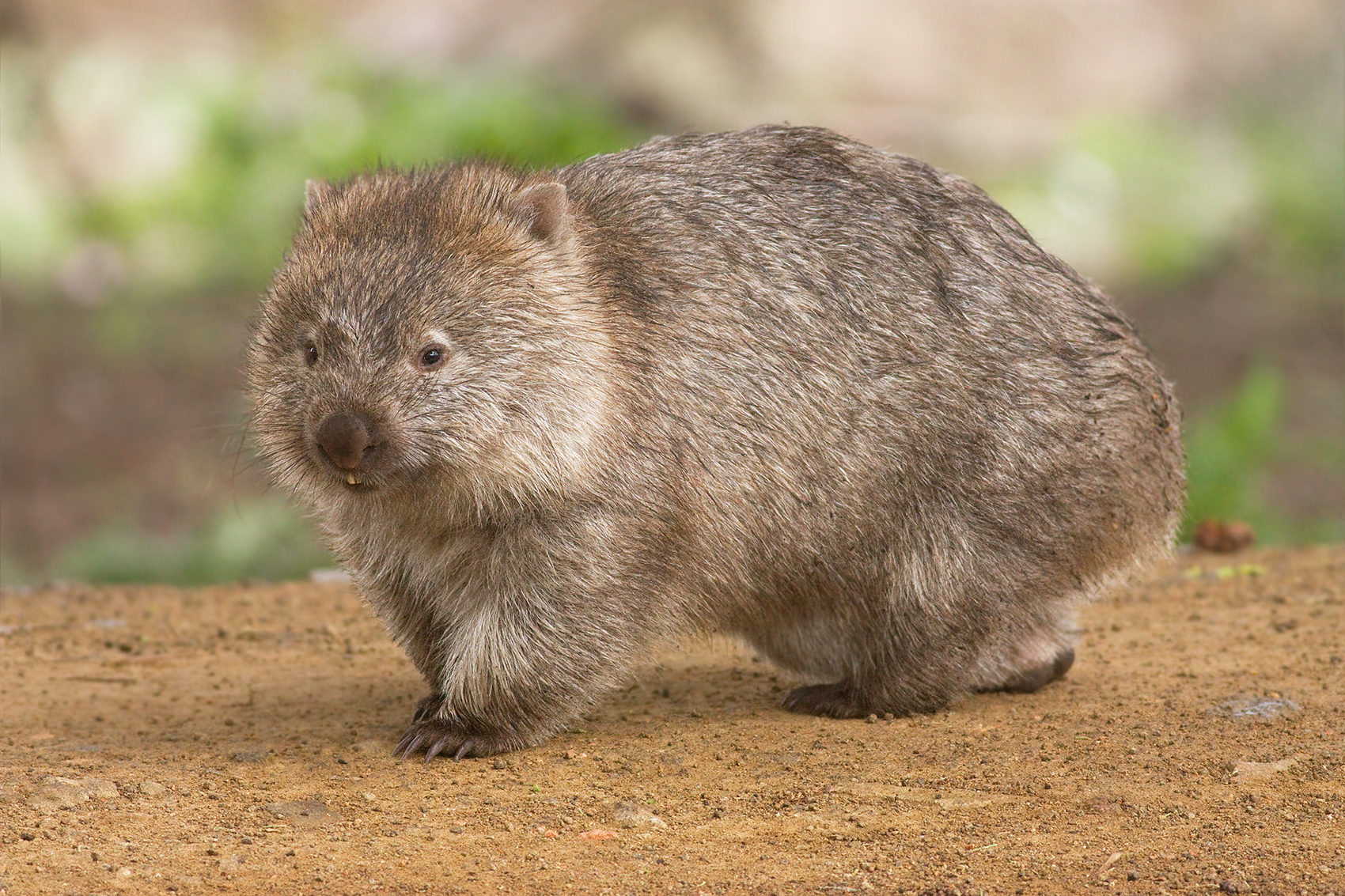
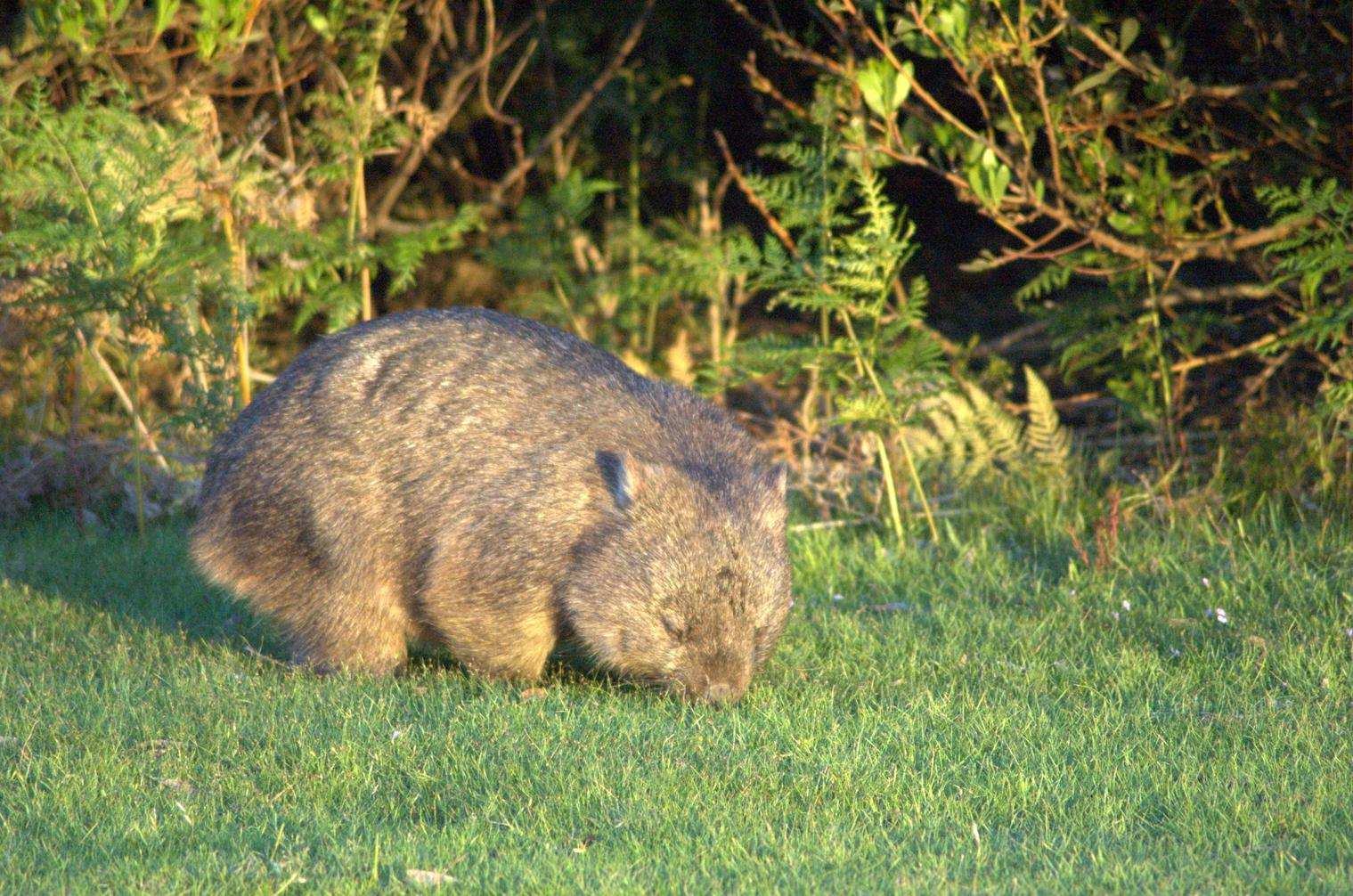

## 하위 분류
- 애기웜뱃속 (Vombatus)
  - 애기웜뱃 (Vombatus ursinus)
- 털코웜뱃속 (Lasiorhinus)
  - 남방털코웜뱃 (Lasiorhinus latifrons)
  - 북방털코웜뱃 (Lasiorhinus krefftii)
- †Rhizophascolomus
- †Phascolonus
- †Warendja
- †Ramasayia

## 계통 분류
다음은 캥거루목의 계통 분류이다.

|          | 코알라과                                                     |
|          |                                                              |
| 웜뱃상과 | \| \| † Diprotodontidae \| \| \| \| \| \| 웜뱃과 \| \| \| \| |
|          | \| \| † Diprotodontidae \| \| \| \| \| \| 웜뱃과 \| \| \| \| |
|          | † Diprotodontidae                                            |
|          |                                                              |
|          | 웜뱃과                                                       |
|          |                                                              |

|  | † Diprotodontidae |
|  |                   |
|  | 웜뱃과            |
|  |                   |

|  | 사향쥐캥거루과                                          |
|  |                                                         |
|  | \| \| 쥐캥거루과 \| \| \| \| \| \| 캥거루과 \| \| \| \| |
|  |                                                         |
|  | 쥐캥거루과                                              |
|  |                                                         |
|  | 캥거루과                                                |
|  |                                                         |

|  | 쥐캥거루과 |
|  |            |
|  | 캥거루과   |
|  |            |

|  | 쿠스쿠스과     |
|  |                |
|  | 꼬마주머니쥐과 |
|  |                |

|  | 주머니하늘다람쥐과                                                  |
|  |                                                                     |
|  | \| \| 꿀주머니쥐과 \| \| \| \| \| \| 깃털꼬리주머니쥐과 \| \| \| \| |
|  |                                                                     |
|  | 꿀주머니쥐과                                                        |
|  |                                                                     |
|  | 깃털꼬리주머니쥐과                                                  |
|  |                                                                     |

|  | 꿀주머니쥐과       |
|  |                    |
|  | 깃털꼬리주머니쥐과 |
|  |                    |

|  | 주머니하늘다람쥐과                                                  |
|  |                                                                     |
|  | \| \| 꿀주머니쥐과 \| \| \| \| \| \| 깃털꼬리주머니쥐과 \| \| \| \| |
|  |                                                                     |
|  | 꿀주머니쥐과                                                        |
|  |                                                                     |
|  | 깃털꼬리주머니쥐과                                                  |
|  |                                                                     |

|  | 꿀주머니쥐과       |
|  |                    |
|  | 깃털꼬리주머니쥐과 |
|  |                    |

|  | 쿠스쿠스과     |
|  |                |
|  | 꼬마주머니쥐과 |
|  |                |

|  | 주머니하늘다람쥐과                                                  |
|  |                                                                     |
|  | \| \| 꿀주머니쥐과 \| \| \| \| \| \| 깃털꼬리주머니쥐과 \| \| \| \| |
|  |                                                                     |
|  | 꿀주머니쥐과                                                        |
|  |                                                                     |
|  | 깃털꼬리주머니쥐과                                                  |
|  |                                                                     |

|  | 꿀주머니쥐과       |
|  |                    |
|  | 깃털꼬리주머니쥐과 |
|  |                    |

|  | 주머니하늘다람쥐과                                                  |
|  |                                                                     |
|  | \| \| 꿀주머니쥐과 \| \| \| \| \| \| 깃털꼬리주머니쥐과 \| \| \| \| |
|  |                                                                     |
|  | 꿀주머니쥐과                                                        |
|  |                                                                     |
|  | 깃털꼬리주머니쥐과                                                  |
|  |                                                                     |

|  | 꿀주머니쥐과       |
|  |                    |
|  | 깃털꼬리주머니쥐과 |
|  |                    |

|  | 사향쥐캥거루과                                          |
|  |                                                         |
|  | \| \| 쥐캥거루과 \| \| \| \| \| \| 캥거루과 \| \| \| \| |
|  |                                                         |
|  | 쥐캥거루과                                              |
|  |                                                         |
|  | 캥거루과                                                |
|  |                                                         |

|  | 쥐캥거루과 |
|  |            |
|  | 캥거루과   |
|  |            |

|  | 쿠스쿠스과     |
|  |                |
|  | 꼬마주머니쥐과 |
|  |                |

|  | 주머니하늘다람쥐과                                                  |
|  |                                                                     |
|  | \| \| 꿀주머니쥐과 \| \| \| \| \| \| 깃털꼬리주머니쥐과 \| \| \| \| |
|  |                                                                     |
|  | 꿀주머니쥐과                                                        |
|  |                                                                     |
|  | 깃털꼬리주머니쥐과                                                  |
|  |                                                                     |

|  | 꿀주머니쥐과       |
|  |                    |
|  | 깃털꼬리주머니쥐과 |
|  |                    |

|  | 주머니하늘다람쥐과                                                  |
|  |                                                                     |
|  | \| \| 꿀주머니쥐과 \| \| \| \| \| \| 깃털꼬리주머니쥐과 \| \| \| \| |
|  |                                                                     |
|  | 꿀주머니쥐과                                                        |
|  |                                                                     |
|  | 깃털꼬리주머니쥐과                                                  |
|  |                                                                     |

|  | 꿀주머니쥐과       |
|  |                    |
|  | 깃털꼬리주머니쥐과 |
|  |                    |

|  | 쿠스쿠스과     |
|  |                |
|  | 꼬마주머니쥐과 |
|  |                |

|  | 주머니하늘다람쥐과                                                  |
|  |                                                                     |
|  | \| \| 꿀주머니쥐과 \| \| \| \| \| \| 깃털꼬리주머니쥐과 \| \| \| \| |
|  |                                                                     |
|  | 꿀주머니쥐과                                                        |
|  |                                                                     |
|  | 깃털꼬리주머니쥐과                                                  |
|  |                                                                     |

|  | 꿀주머니쥐과       |
|  |                    |
|  | 깃털꼬리주머니쥐과 |
|  |                    |

|  | 주머니하늘다람쥐과                                                  |
|  |                                                                     |
|  | \| \| 꿀주머니쥐과 \| \| \| \| \| \| 깃털꼬리주머니쥐과 \| \| \| \| |
|  |                                                                     |
|  | 꿀주머니쥐과                                                        |
|  |                                                                     |
|  | 깃털꼬리주머니쥐과                                                  |
|  |                                                                     |

|  | 꿀주머니쥐과       |
|  |                    |
|  | 깃털꼬리주머니쥐과 |
|  |                    |

|          | 코알라과                                                     |
|          |                                                              |
| 웜뱃상과 | \| \| † Diprotodontidae \| \| \| \| \| \| 웜뱃과 \| \| \| \| |
|          | \| \| † Diprotodontidae \| \| \| \| \| \| 웜뱃과 \| \| \| \| |
|          | † Diprotodontidae                                            |
|          |                                                              |
|          | 웜뱃과                                                       |
|          |                                                              |

|  | † Diprotodontidae |
|  |                   |
|  | 웜뱃과            |
|  |                   |

|  | 사향쥐캥거루과                                          |
|  |                                                         |
|  | \| \| 쥐캥거루과 \| \| \| \| \| \| 캥거루과 \| \| \| \| |
|  |                                                         |
|  | 쥐캥거루과                                              |
|  |                                                         |
|  | 캥거루과                                                |
|  |                                                         |

|  | 쥐캥거루과 |
|  |            |
|  | 캥거루과   |
|  |            |

|  | 쿠스쿠스과     |
|  |                |
|  | 꼬마주머니쥐과 |
|  |                |

|  | 주머니하늘다람쥐과                                                  |
|  |                                                                     |
|  | \| \| 꿀주머니쥐과 \| \| \| \| \| \| 깃털꼬리주머니쥐과 \| \| \| \| |
|  |                                                                     |
|  | 꿀주머니쥐과                                                        |
|  |                                                                     |
|  | 깃털꼬리주머니쥐과                                                  |
|  |                                                                     |

|  | 꿀주머니쥐과       |
|  |                    |
|  | 깃털꼬리주머니쥐과 |
|  |                    |

|  | 주머니하늘다람쥐과                                                  |
|  |                                                                     |
|  | \| \| 꿀주머니쥐과 \| \| \| \| \| \| 깃털꼬리주머니쥐과 \| \| \| \| |
|  |                                                                     |
|  | 꿀주머니쥐과                                                        |
|  |                                                                     |
|  | 깃털꼬리주머니쥐과                                                  |
|  |                                                                     |

|  | 꿀주머니쥐과       |
|  |                    |
|  | 깃털꼬리주머니쥐과 |
|  |                    |

|  | 쿠스쿠스과     |
|  |                |
|  | 꼬마주머니쥐과 |
|  |                |

|  | 주머니하늘다람쥐과                                                  |
|  |                                                                     |
|  | \| \| 꿀주머니쥐과 \| \| \| \| \| \| 깃털꼬리주머니쥐과 \| \| \| \| |
|  |                                                                     |
|  | 꿀주머니쥐과                                                        |
|  |                                                                     |
|  | 깃털꼬리주머니쥐과                                                  |
|  |                                                                     |

|  | 꿀주머니쥐과       |
|  |                    |
|  | 깃털꼬리주머니쥐과 |
|  |                    |

|  | 주머니하늘다람쥐과                                                  |
|  |                                                                     |
|  | \| \| 꿀주머니쥐과 \| \| \| \| \| \| 깃털꼬리주머니쥐과 \| \| \| \| |
|  |                                                                     |
|  | 꿀주머니쥐과                                                        |
|  |                                                                     |
|  | 깃털꼬리주머니쥐과                                                  |
|  |                                                                     |

|  | 꿀주머니쥐과       |
|  |                    |
|  | 깃털꼬리주머니쥐과 |
|  |                    |

|  | 사향쥐캥거루과                                          |
|  |                                                         |
|  | \| \| 쥐캥거루과 \| \| \| \| \| \| 캥거루과 \| \| \| \| |
|  |                                                         |
|  | 쥐캥거루과                                              |
|  |                                                         |
|  | 캥거루과                                                |
|  |                                                         |

|  | 쥐캥거루과 |
|  |            |
|  | 캥거루과   |
|  |            |

|  | 쿠스쿠스과     |
|  |                |
|  | 꼬마주머니쥐과 |
|  |                |

|  | 주머니하늘다람쥐과                                                  |
|  |                                                                     |
|  | \| \| 꿀주머니쥐과 \| \| \| \| \| \| 깃털꼬리주머니쥐과 \| \| \| \| |
|  |                                                                     |
|  | 꿀주머니쥐과                                                        |
|  |                                                                     |
|  | 깃털꼬리주머니쥐과                                                  |
|  |                                                                     |

|  | 꿀주머니쥐과       |
|  |                    |
|  | 깃털꼬리주머니쥐과 |
|  |                    |

|  | 주머니하늘다람쥐과                                                  |
|  |                                                                     |
|  | \| \| 꿀주머니쥐과 \| \| \| \| \| \| 깃털꼬리주머니쥐과 \| \| \| \| |
|  |                                                                     |
|  | 꿀주머니쥐과                                                        |
|  |                                                                     |
|  | 깃털꼬리주머니쥐과                                                  |
|  |                                                                     |

|  | 꿀주머니쥐과       |
|  |                    |
|  | 깃털꼬리주머니쥐과 |
|  |                    |

|  | 쿠스쿠스과     |
|  |                |
|  | 꼬마주머니쥐과 |
|  |                |

|  | 주머니하늘다람쥐과                                                  |
|  |                                                                     |
|  | \| \| 꿀주머니쥐과 \| \| \| \| \| \| 깃털꼬리주머니쥐과 \| \| \| \| |
|  |                                                                     |
|  | 꿀주머니쥐과                                                        |
|  |                                                                     |
|  | 깃털꼬리주머니쥐과                                                  |
|  |                                                                     |

|  | 꿀주머니쥐과       |
|  |                    |
|  | 깃털꼬리주머니쥐과 |
|  |                    |

|  | 주머니하늘다람쥐과                                                  |
|  |                                                                     |
|  | \| \| 꿀주머니쥐과 \| \| \| \| \| \| 깃털꼬리주머니쥐과 \| \| \| \| |
|  |                                                                     |
|  | 꿀주머니쥐과                                                        |
|  |                                                                     |
|  | 깃털꼬리주머니쥐과                                                  |
|  |                                                                     |

|  | 꿀주머니쥐과       |
|  |                    |
|  | 깃털꼬리주머니쥐과 |
|  |                    |